# Ich ging durch einen grasgrünen Wald

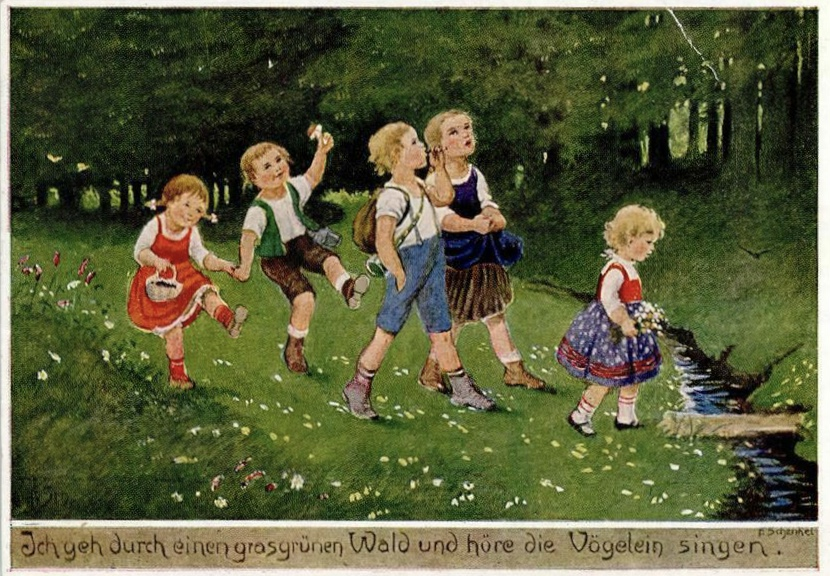
Postkarte mit dem Liedtext (geschrieben 1922)

Ich ging durch einen grasgrünen Wald ist ein bekanntes deutsches Volkslied.

## Inhalt
In der ersten Strophe wird beschrieben, dass das lyrische Ich durch einen grasgrünen Wald geht und dort die Vögel, die aus seiner Sicht so jung und so alt sängen, hört. In der 2. Strophe meint es zur Nachtigall, dass nur sie singen solle, und fragt sich, wer sie stören wolle. Die Blumen und alle Vögel lauschen ihr nach erfolgtem Widerhall. In der abschließenden dritten Strophe wird erläutert, dass das lyrische Ich nun bergauf und bergab wandern müsse und die Nachtigall nur noch in der Ferne singen hört.
Das Lied existiert sowohl in der Vergangenheits- als auch in der Präsens-Form („Ich geh durch einen grasgrünen Wald“).

## Geschichte
Die erste Strophe des Liedes ist bereits in einem niederrheinischen Liederbuch aus dem Jahr 1574 überliefert. Diese Textfassung wurde unter dem Titel Waldvögelein mit weiteren Strophen 1808 in Des Knaben Wunderhorn aufgenommen und unter dem Titel Ich ging mit Lust durch einen grünen Wald von Gustav Mahler vertont.
Hermann Kletke dichtete 1841 eine Fassung mit zwei von ihm neu verfassten Strophen, die weitere Verbreitung fand als die ursprüngliche Volksliedfassung.

## Rezeption
Max Reger schuf 1899 einen Chorsatz für Männerchor zu diesem Lied.

## Text
1. Strophe

Ich ging durch einen grasgrünen Wald,

da hört ich die Vögelein singen,

sie sangen so jung, sie sangen so alt,

die kleinen Vögelein in dem Wald,

die hört ich so gerne wohl singen.

2. Strophe

Stimm an, stimm an, Frau Nachtigall,

sing mir von meinem Feinsliebchen!

Sing mir es so hübsch, sing mir es so fein:

Heut Abend, da will ich bei ihr sein,

sie halten in meinen Armen.

3. Strophe

Der Tag verging, die Nacht brach an,

der Knabe kam gegangen,

er klopfte so leise mit seinem Ring:

Mach auf, mach auf, herzliebstes Kind!

Ich habe schon lange gestanden.

4. Strophe

So lang gestanden, das hast du nicht,

ich habe ja noch nicht geschlafen;

hab immer gedacht in meinem Sinn:

wo ist mein allerliebst Schätzchen hin?

wo bist du so lange geblieben?

5. Strophe

Wo ich so lange geblieben bin,

das kann ich dir, Schätzchen, wohl sagen:

wohl bei dem Bier, wohl bei dem Wein,

allwo die schönen Mädchen sein;

da bin ich auch jederzeit gerne.

6. Strophe

Ihr Jungfern nehmt euch wohl in Acht

und traut keinem Junggesellen!

Sie versprechen euch viel und halten’s nicht,

sie führen euch alle nur hinter das Licht

und tun sich nur immer verstellen.
Fassung von Hermann Kletke (1841):
Ich geh durch einen grasgrünen Wald,

Da hört ich die Vögelein singen.

Sie sangen so jung, sie sangen so alt,

Die kleinen Vögelein in dem Wald,

Die hört ich so gerne wohl singen.

Oh singe nur, singe, Frau Nachtigall,

Wer möchte dich, Sängerin, stören.

Wie wonniglich klingt es im Widerhall,

Es lauschen die Blümlein, die Vögel all’

Und wollen die Nachtigall hören.

Nun muß ich wandern bergauf, bergab,

Die Nachtigall singt in der Ferne.

Es wird mir so wohl, so leicht am Stab,

Und wie ich schreite hinauf, hinab,

Die Nachtigall singt in der Ferne.

## Melodie
Die heute verbreitete Melodie wurde in Hessen-Darmstadt aufgezeichnet.